# حلية (ذي السفال)

تعديل مصدري - تعديل

حلية محلة تابعة لقرية العكر، التابعة لعزلة الاشراف بمديرية ذي السفال إحدى مديريات محافظة إب في الجمهورية اليمنية، بلغ تعداد سكانها 63 حسب تعداد اليمن لعام 2004.